# Coupe d'Afrique des clubs champions masculine de handball 1982
 (juin 2025).
La Coupe d'Afrique des clubs champions masculine de handball 1982 est la quatrième édition de la compétition et a eu lieu du 10 au 19 septembre 1982 à Yamoussoukro et à Bouaké en Côte d'Ivoire.
Elle a vu le Nadit Alger être sacré champion d'Afrique des clubs champions devant l'Inter Club de Brazzaville,,.

## Phase de groupes
| Le groupe 1 a été disputé à Yamoussoukro[réf. nécessaire] : - Inter Club de Brazzaville bat Fibers (Nigeria) 26 à 20 - Zamalek SC bat Great Fingers (Ghana) 43 à 22 - Inter Club de Brazzaville bat Great Fingers (Ghana) 23 à 18 - Zamalek SC bat Fibers (Nigeria) 29 à 20 - Zamalek SC bat Inter Club de Brazzaville 16 à 15 Le Zamalek SC et l'Inter Club de Brazzaville sont qualifiés pour les demi-finales. | Le groupe 2 a été disputé à Bouaké : - Abidjan Université Club bat Capo Libreville (Gabon) 22 à 13 - Nadit Alger bat Petro Luanda (Angola) 25 à 20 - Dial Diop (Sénegal) bat Capo Libreville (Gabon) 25 à 14 - Nadit Alger bat Dial Diop (Sénegal) 22 à 14 - Nadit Alger bat Capo Libreville (Gabon) 17 à 10 - Abidjan Université Club bat Dial Diop (Sénegal) 19 à 18 - Abidjan Université Club bat Nadit Alger 17 à 13 - Petro Luanda (Angola) bat Dial Diop (Sénegal) score inconnu L'Abidjan Université Club et le Nadit Alger sont qualifiés pour les demi-finales. |

## Phase finale
Les demi-finales ont été disputées à Abidjan
- Nadit Alger  bat Zamalek SC 26 à 25ap (24-24 à la fin du temps réglementaire)[3].
- Inter Club de Brazzaville bat Abidjan Université Club 16 à 14

La finale a été disputée à Abidjan :
- Nadit Alger bat Inter Club de Brazzaville 18 à 14 (12-6 à la mi-temps)[3].

## Effectifs
L'effectif du Nadit Alger était : Khiati, Abdelatif Bakir (GB), Messaoud Harbid (GB), Bensemra, Abdelatif Bergheul, Djaafar Benhamza, Sayad, Yassine Ouchia, Tchakrabi, Lahdjel, Djaafar Bourouila, Lahbib Kheraifia, Mourad Boussebt, Azzedine Ouhib. Entraineur : Fayçal Hachemi.